# يو إف سي ليلة القتال: لوزون ضد ستيفنس
يو إف سي ليلة القتال: لوزون ضد ستيفنس (بالإنجليزية: UFC Fight Night: Lauzon vs. Stephens)‏ (المعروفة أيضًا باسم يو إف سي ليلة القتال 17) هو حدث لفنون القتال المختلطة نظمته يو إف سي، أُقيم في 7 فبراير 2009، على مركز يوينجلينج في تامبا، فلوريدا، الولايات المتحدة.